# Aéroport de Haugesund
L'aéroport de Haugesund (NO: Haugesund lufthavn, Karmøy) est un aéroport international situé sur l'île de Karmøy dans l'ouest de la Norvège.
L'aéroport a été ouvert en 1975.

## Statistiques
Pour des raisons techniques, il est temporairement impossible d'afficher le graphique qui aurait dû être présenté ici.

Voir la requête brute et les sources sur Wikidata.

### Zoom sur l'impact du covid de 2019-2020
Pour des raisons techniques, il est temporairement impossible d'afficher le graphique qui aurait dû être présenté ici.

Voir la requête brute et les sources sur Wikidata.

## Situation

### Carte des aéroports en Norvège
Carte des principaux aéroports de Norvège (en 2019)
Le Svalbard n'est pas ici en coordonnées géographiques exactes.
| Oslo-Gardermoen Bergen Stavanger Trondheim Tromsø Bodø Sandefjord Moss Kristiansand Ålesund Haugesund Harstad/Narvik Molde Kristiansund Alta Kirkenes Bardufoss Florø Hammerfest Svalbard Plus de 10 millions Plus de 5 millions Plus de 1 million Plus de 0,4 million Moins de 0,4 million Fermé |

## Compagnies aériennes et destinations
| Compagnies            | Destinations |
| --------------------- | --- |
| Norwegian Air Shuttle | Oslo-Gardermoen En saison: Alicante-Elche, Malaga-Costa del Sol                                                                          |
| Scandinavian Airlines | Copenhague-Kastrup, Oslo-Gardermoen, Trondheim En saison Charter : La Canée I.-Daskaloyánnis, Las Palmas/Gran Canaria, Palma de Majorque |
| Widerøe               | Bergen |
| Wizz Air              | Gdańsk-L. Wałęsa |

Édité le 03/03/2019  Actualisé le 24/02/2023